# Calotriton asper

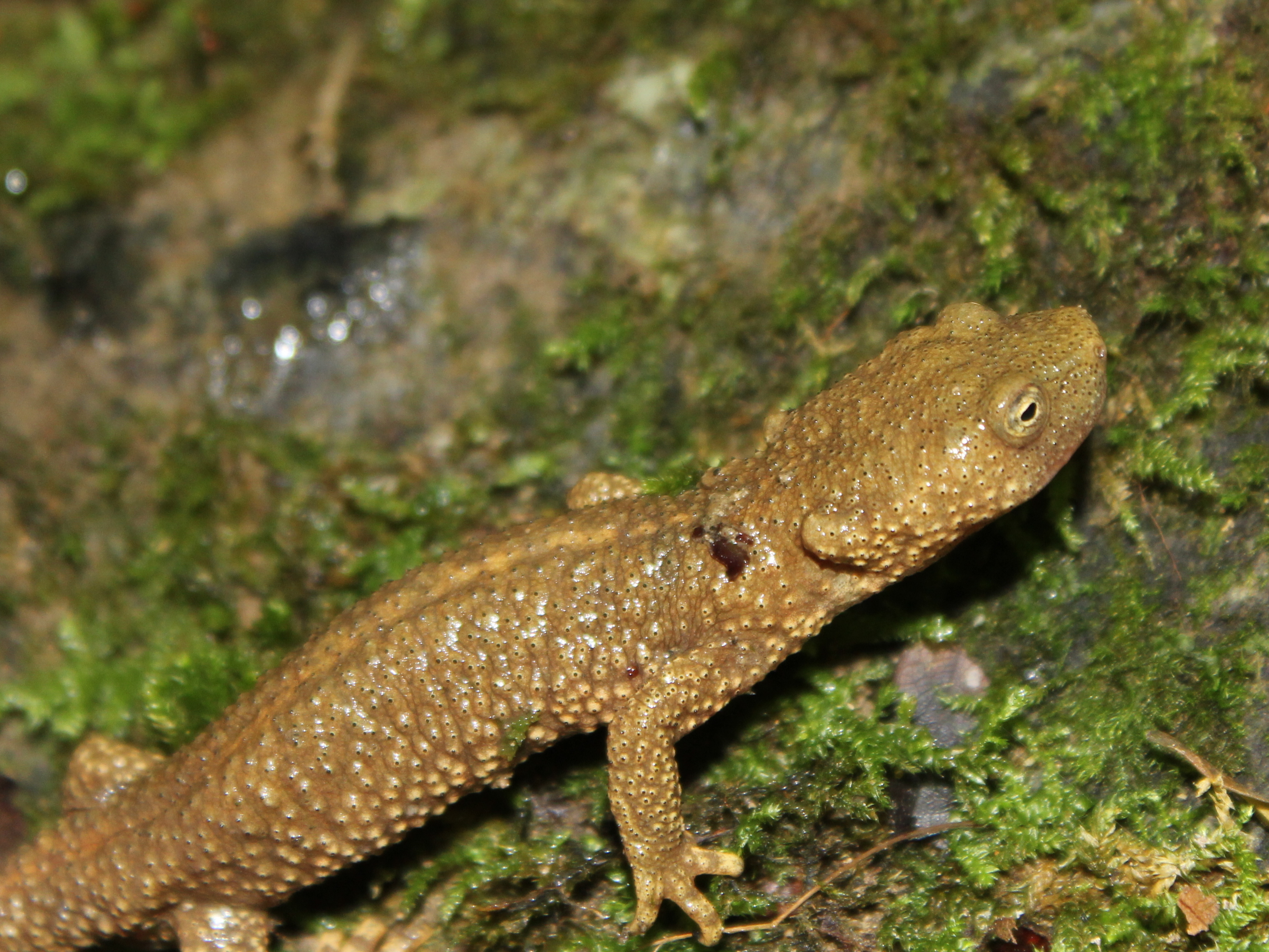
Calotriton asper - MHNT

O tritão-dos-pirenéus (Calotriton asper) é uma espécie de anfíbio caudado pertencente à família Salamandridae. Pode ser encontrada na Espanha, Andorra e França.

## Taxonomia
Anteriormente no género Euproctus, foi mudado para o género Calotriton, após a descoberta do tritão-de-Montseny, aparentado com este.